# EVE (中川謙太郎 with JAYWALKのアルバム)
『EVE』（イヴ）は、中川謙太郎 with JAYWALKのコラボレーション・アルバム。2005年8月24日に、日本クラウンから発売された。

## 概要
JAYWALKのメンバーである中川謙太郎をフィーチャーし、「1972」のアコースティック・ヴァージョンをはじめ、過去のJAYWALK楽曲より中川のヴォーカル曲、ボーナス・トラックに、ワム!の「ラスト・クリスマス」のカバーを収録したミニ・アルバム。

## 収録曲
| #         | タイトル                           | 作詞           | 作曲           | 時間  |
| --------- | ---------------------------------- | -------------- | -------------- | ----- |
| 1.        | 「1972」                           | 中川謙太郎     | 中川謙太郎     | 4:56  |
| 2.        | 「もしも…」                        | 知久光康       | 知久光康       | 5:26  |
| 3.        | 「君と駅までの道」                 | 知久光康       | 中村耕一       | 5:05  |
| 4.        | 「HEAVEN」                         | 知久光康       | 中川謙太郎     | 6:38  |
| 5.        | 「不完全な俺たち」                 | 知久光康       | 中内助六       | 4:31  |
| 6.        | 「1972」(Instrumental)             |                | 中川謙太郎     | 5:00  |
| 7.        | 「Last Christmas 〜bonus track〜」 | George Michael | George Michael | 2:54  |
| 合計時間: | 合計時間:                          | 合計時間:      | 合計時間:      | 34:30 |